# Archief

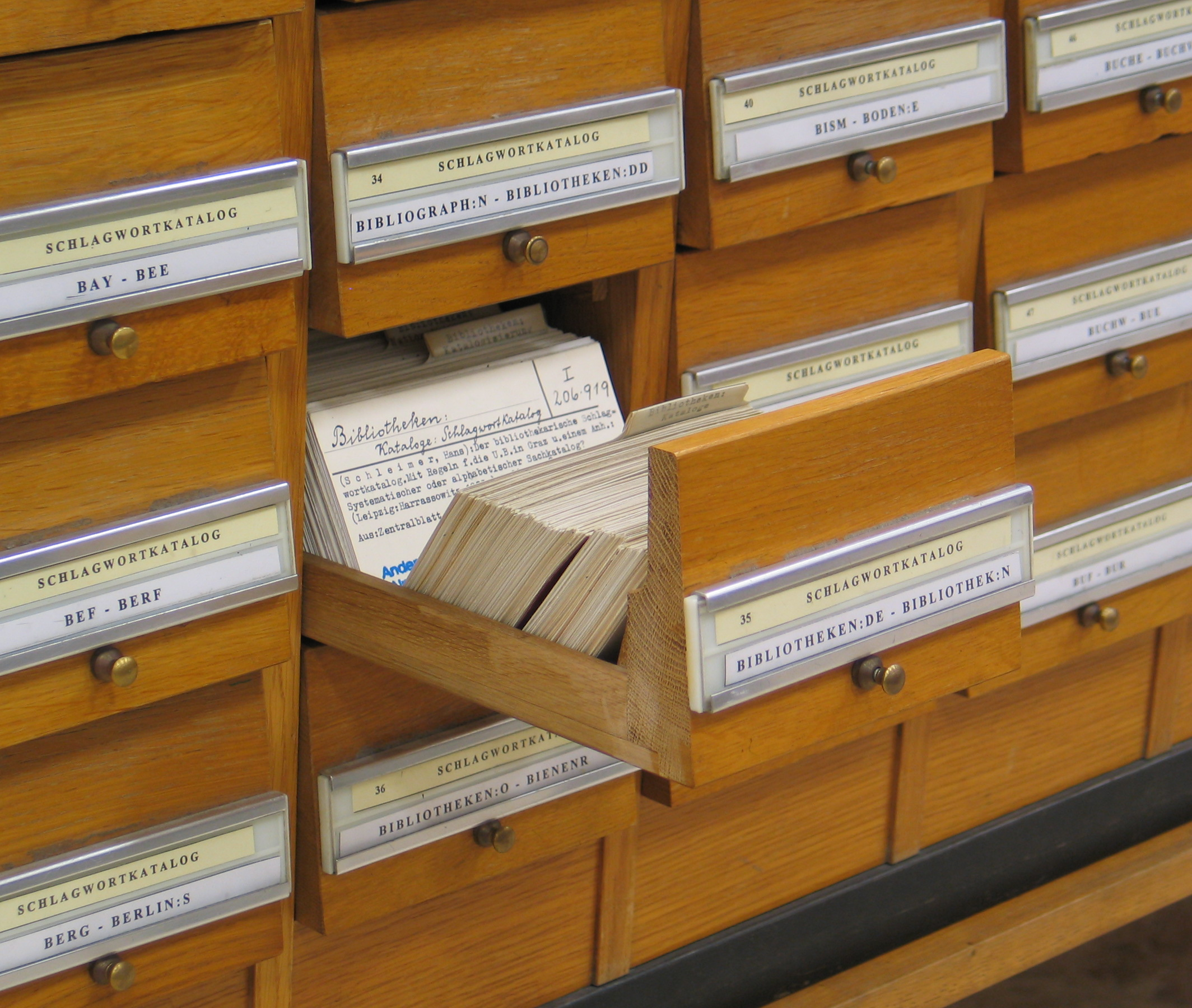
Archiefkast met inventariskaartjes

Een archief is een georganiseerd geheel van documenten, ontvangen of opgemaakt door een persoon, groep personen of organisatie. Naast documenten, in de vorm van agenda's, notulen, dossiers, brieven en akten, kunnen ook kaarten, foto's, films, video's en digitale bestanden gearchiveerd worden. Onderstaand wordt verder van documenten uitgegaan, voor digitale archieven zie digitaal archiefsysteem.
De meeste overheids-, maatschappelijke en commerciële organisaties beschikken over een archief, ze zijn daar deels toe verplicht. Ook particulieren houden er soms een persoonlijk archief op na. Specialistische (categoriale), wetenschappelijke of bedrijfsarchieven zijn, evenals vergelijkbare bibliotheken, niet altijd vrij toegankelijk. Net als een openbare bibliotheek is een openbare (overheids)archiefdienst wel vrij toegankelijk. In tegenstelling tot een openbare bibliotheek is het 'lidmaatschap' van een openbare (overheids)archiefdienst gratis.

## Definitie
Naast aanduiding van de bewaarplaats kan het begrip archief worden gebruikt ter aanduiding van het totaal aantal documenten dat is gemaakt of ontvangen door een instelling, persoon of groep personen. Archiefstukken onderscheiden zich van andere vormen van documentaire informatie doordat zij zijn ontstaan als direct gevolg van het taakgericht functioneren van een instelling, persoon of groep personen. Dit in tegenstelling tot een bibliotheek.
De gemeente- en rijksarchivaris van Utrecht Samuel Muller Fzn. gaf in zijn Handleiding van 1898 de definitie:
Een archief is het geheel der geschrevene, geteekende en gedrukte bescheiden, ex officio ontvangen bij of opgemaakt door eenig bestuur of een zijner ambtenaren, voorzoover deze bescheiden bestemd waren om onder dat bestuur of dien ambtenaar te blijven berusten.
Deze definitie vond internationaal ingang en vormt het begin van de archiefwetenschap. Tegenwoordig vallen ook andere bescheiden zoals computerbestanden onder de definitie.
De Nederlandse Archiefwet 1995 artikel 1 definieert vier soorten archiefbescheiden (archiefstukken):

1. bescheiden, ongeacht hun vorm, door de overheidsorganen ontvangen of opgemaakt en naar hun aard bestemd daaronder te berusten;
2. bescheiden, ongeacht hun vorm, met overeenkomstige bestemming, ontvangen of opgemaakt door instellingen of personen, wier rechten of functies op enig overheidsorgaan zijn overgegaan;
3. bescheiden, ongeacht hun vorm, welke ingevolge overeenkomsten met of beschikkingen van instellingen of personen dan wel uit anderen hoofde in een archiefbewaarplaats zijn opgenomen om daar te berusten;
4. reprodukties, ongeacht hun vorm, welke bij of krachtens de wet in de plaats zijn gesteld van de onder 1°, 2° of 3° bedoelde archiefbescheiden of welke op grond van het bepaalde in artikel 7 zijn vervaardigd;

In de moderne archiefwetenschap wordt ook wel de definitie gebruikt van procesgebonden Informatie. Hier slaat "procesgebonden" op het werkproces.

## Waardering en selectie
Stukken worden in de eerste plaats bewaard omdat zij vanwege hun verband met de (werk)processen waaruit zij voortkomen, als bewijs kunnen dienen voor deze processen en kunnen helpen om verantwoording af te leggen, bijvoorbeeld kan een gemeente verantwoording afleggen aan de volksvertegenwoordiging. Verder worden stukken gearchiveerd en bewaard met bijvoorbeeld informatieve waarde voor de bedrijfsvoering. Daarnaast kunnen archiefstukken en archieven een (afgeleide) cultuurhistorische waarde bezitten.
Door de invoering in 1811 van de Franse administratie van het justitiewezen, moesten rechterlijke archieven worden gescheiden van bestuursarchieven. Alle bestuurlijke archieven moesten vervolgens bij de gemeenten worden bewaard en de rechterlijke archieven in de rechtbanken.
De Archiefwet 1995 en het Archiefbesluit 1995 schrijven voor dat de Nederlandse overheid voor haar archieven zogenaamde selectielijsten opstelt, waarin in ieder geval omschreven is welke stukken op enig moment dienen te worden vernietigd. Vaak zal in een selectielijst ook zijn omschreven welke stukken voor eeuwig bewaard moeten blijven. Een selectielijst is pas van kracht wanneer deze in de Staatscourant is gepubliceerd. Toezicht op de zorg voor en beheer van overheidsarchieven wordt uitgeoefend door de Archiefinspecties.

## Toegang
Met toegang tot het archief bedoelt men de toegang tot de ruimte waar de archieven zich bevinden. Met toegang op het archief bedoelt men de ontsluiting van de archiefstukken door beschrijvingen. Een archief in de betekenis van een verzameling documenten wordt vaak ontsloten door middel van een inventaris waarin de archiefstukken systematisch worden beschreven op grond van hun functie voor de vormende organisatie. Soms wordt er een nadere toegang gemaakt, bijvoorbeeld een lijst persoonsnamen die naar aktes verwijzen. Van oude stukken in een archief worden vaak regesten gemaakt, een soort samenvattingen van de inhoud van een akte. Welke archieven een archiefdienst beheert, wordt aangegeven in een archievenoverzicht. Sinds de jaren 90 van de twintigste eeuw wordt de toegang op archieven in toenemende mate via databases geregeld (archiefbeheersystemen en record management applicaties). Langzamerhand zijn tevens de oude papieren toegangen omgezet in database vorm. Sinds het begin van de 21ste eeuw worden de toegangsystemen eveneens online beschikbaar gesteld.

## Belang

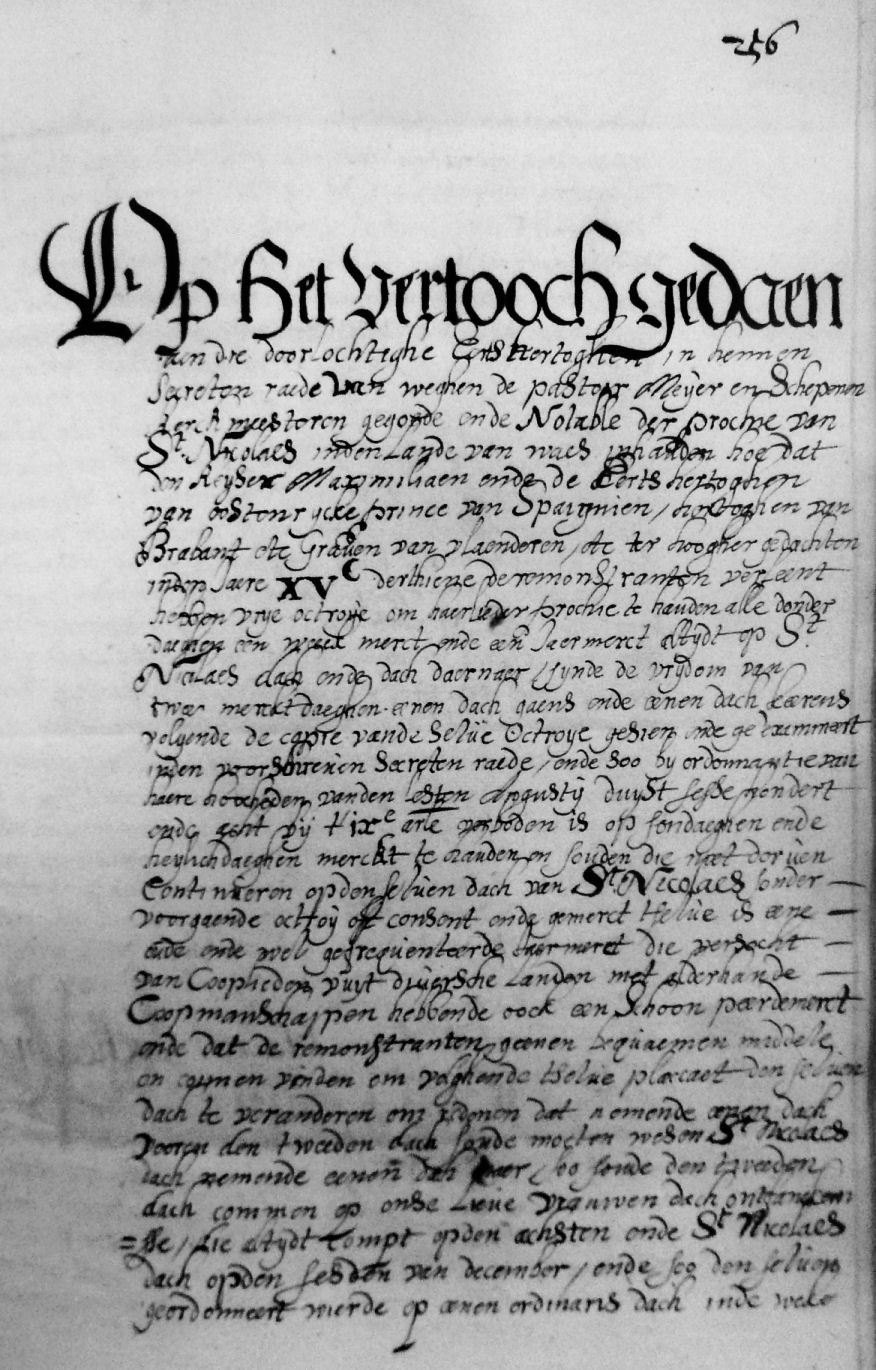
Akte uit het archief van notaris Andreas Zaman, deel van de 'Vreemde archieven van het Land van Waas', bewaard te Gent in het Rijksarchief België (17e eeuw)

Al eeuwenlang worden akten bewaard voor het geval ze later als bewijs moesten dienen. Archieven vormen een belangrijke bron voor historici en andere onderzoekers om het reilen en zeilen van de maatschappij, het bestuur, een lokale gemeenschap, maar bijvoorbeeld ook de slavenhandel, de ontwikkeling van burgerrechten of internationale betrekkingen te onderzoeken. Om die reden zijn de archieven van de middeleeuwse Antwerpse boedelrechter tot cultureel erfgoed verklaard. Denk bijvoorbeeld aan archieven van de Burgerlijke Stand met akten van geboorte, huwelijk en overlijden; archieven van de notaris met huwelijkse voorwaarden, testamenten, boedelbeschrijvingen, koopovereenkomsten en hypotheekakten. Voor een bedrijf of organisatie betekent archiveren het beheren en bewaren van informatie om deze later voor andere doeleinden weer kunt gebruiken. Voor veel bedrijven en (overheids)organisaties is het archiveren van juridische en financiële documenten gedurende een bepaalde periode verplicht.

## Digitalisering
De technische ontwikkelingen voerden de afgelopen decennia tot het op grote schaal digitaliseren van op papier bewaarde stukken in de archieven en deze online bereikbaar te maken. Deze trend heeft een dalend bezoekersaantal op de studiezalen van de archiefdiensten tot gevolg en tegelijkertijd een sterke toename van het aantal online-klanten. Daarnaast zijn steeds meer stukken born digital, ofwel van meet af aan digitaal opgesteld. Veel archiefdiensten bevinden zich in de overgangsfase van een 'fysieke' organisatie naar een 'virtuele' organisatie, waarbij de nadruk steeds meer komt te liggen op online-dienstverlening en centralisering van het beheer, bijvoorbeeld door de vorming van een zogenaamd e-depot. Men hoeft nu niet meer naar allerlei verschillende steden in binnen- en buitenland te reizen om onderzoek te doen en de archieven worden door digitale zoekmachinetechniek steeds makkelijker doorzoekbaar en combineerbaar.

## Verschil archief en bibliotheek
Een bibliotheek en een archief lijken wel degelijk op elkaar, maar de twee zijn toch wezenlijk anders. Een archief is een plek bedoeld om vooral primaire bronnen, originele manuscripten en (historische) documenten op te slaan, die ontvangt het en moet het zorgvuldig en goed bewaren, terwijl een bibliotheek vooral werken verzamelt, doorgaans gepubliceerde documenten en secundaire bronnen (meestal boeken). Documenten uit archieven zijn bijna altijd uniek, in een bibliotheek niet.

## Trivia
- Met het ronde archief of grijze archief wordt een prullenbak bedoeld. Met iets in het ronde archief opbergen wordt bedoeld dat het weggegooid wordt, net als verticaal klasseren.